# Alexander Weyand
Alexander Mathias Weyand (ur. 10 stycznia 1892 w Jersey City, zm. 10 maja 1982 w Wantagh) – amerykański zapaśnik walczący w stylu klasycznym i futbolista amerykański. Olimpijczyk z Antwerpii 1920, gdzie zajął dziewiąte miejsce w wadze ciężkiej.

## Letnie Igrzyska Olimpijskie 1920
| Konkurencja         | Rundy eliminacyjne  | Rundy finałowe      | Rundy finałowe          | Klas. końcowa |
| Konkurencja         | II runda            | Baraż o 3. miejsce  | Baraż o 3. miejsce      | Miejsce       |
| ------------------- | ------------------- | ------------------- | ----------------------- | ------------- |
| +82,5 kg styl wolny | Poul Hansen (DEN) P | Edmond Dame (FRA) Z | Martti Nieminen (FIN) P | 9.            |